# 地磅街道
地磅街道，是中华人民共和国新疆维吾尔自治区乌鲁木齐市米东区下辖的一个乡镇级行政单位。

## 行政区划
地磅街道下辖以下地区：
东山社区、碱沟社区、大洪沟社区、芦草沟社区、小红沟社区、金河社区、健民社区和卡子湾村。